# Ussara
Ussara is een geslacht van vlinders van de familie parelmotten (Glyphipterigidae), uit de onderfamilie Glyphipteriginae.

## Soorten
- U. ancobathra Meyrick, 1932
- U. ancyristis Meyrick, 1920
- U. arquata Meyrick, 1926
- U. chalcodesma Meyrick, 1913
- U. chrysangela Meyrick, 1922
- U. decoratella Walker, 1864
- U. eurythmiella Busck, 1914
- U. hilarodes Meyrick, 1909
- U. iochrysa Meyrick, 1921
- U. olyranta Meyrick, 1931
- U. phaeobathra Meyrick, 1932
- U. polyastra Meyrick, 1937
- U. repletana Walker, 1864
- U. semicoronis Meyrick, 1932
- U. semmicornis Meyrick, 1932